# Enseignement agricole
L'enseignement agricole recouvre des formations secondaires et supérieures en matière d'agriculture. Les systèmes retenus par les différents pays sont variés.
L'enseignement agricole est organisé à différentes échelles. Au niveau le plus local, ce sont des écoles pratiques d'agriculture. Mais les formations existent aussi dans les études supérieures. L'enseignement agricole est alors lié à l'agronomie et l'agro-alimentaire.

## Diversité dans le monde

### Europe
L'un des plus anciens centres d'enseignement agricole se trouve en Suisse, à Hofwil, créé à l'initiative de Philipp Emanuel von Fellenberg à la fin du XVIIIe siècle.